# Соннам
Сонна́м (кор. 성남시?, 城南市?, Seongnam-si) — город в провинции Кёнгидо, Южная Корея. Соннам — типичный город-спутник Сеула, состоит преимущественно из жилых кварталов. Самая густонаселённая часть города — округ Пундангу (или просто Пундан), в котором находится множество высотных жилых башен. В начале XXI века властями города было инициировано движение по приданию Соннаму статуса города прямого подчинения, поскольку население Соннама растёт достаточно быстро и превысило 1 млн человек. В августе 2009 года было принято решение объединить Соннам с соседним городом Ханамом.

## История
Соннам стал известен в 18 году до н. э., когда король Онджо перенёс на эти земли столицу древнего корейского государства Пэкче. Вскоре территория современного Соннама вошла в состав другого корейского государства Когурё и в 475 году здесь возник уезд Пукхансан (Пукхансангун). В 553 году здесь был образован район Синджу. В 665 году, когда территория, на которой находится современный Соннам, находилась в руках государства Объединённое Силла, он был переименован в район Хансан (Хансанджу). В 904 году, в эпоху династии Корё, он был переименован в Кванджу. В 1395 году включён в состав провинции Кёнгидо. В 1895 году Кванджу получил статус уезда (кун). В 1964 году в составе уезда Кванджу выделился район Соннам, который получил статус отдельного города в 1973 году. В 1989 году началось строительство нового района Пундангу, ставшего впоследствии центром молодого города.

## География
Соннам — южный пригород Сеула. На западе он граничит с Квачхоном и Ыйваном, на юге — с Йонъином, на востоке — с Кванджу, на севере — с Сеулом и Ханамом.

## Экономика
Основные отрасли экономики Соннама — машиностроение, электроника, химическая и пищевая промышленность. Объём производства в городе составляет около 900 миллионов долларов, из которых 150 миллионов идёт на экспорт. Большая часть всего производства сосредоточено в Пунданском технопарке. Валовый продукт Соннама составляет 6,6 млрд долларов.

## Административное деление
Соннам разделён на три округа (ку) и 44 района (тон). Округа Соннама включают:
- Пундангу
- Чунвонгу
- Суджонгу

## Туризм и достопримечательности

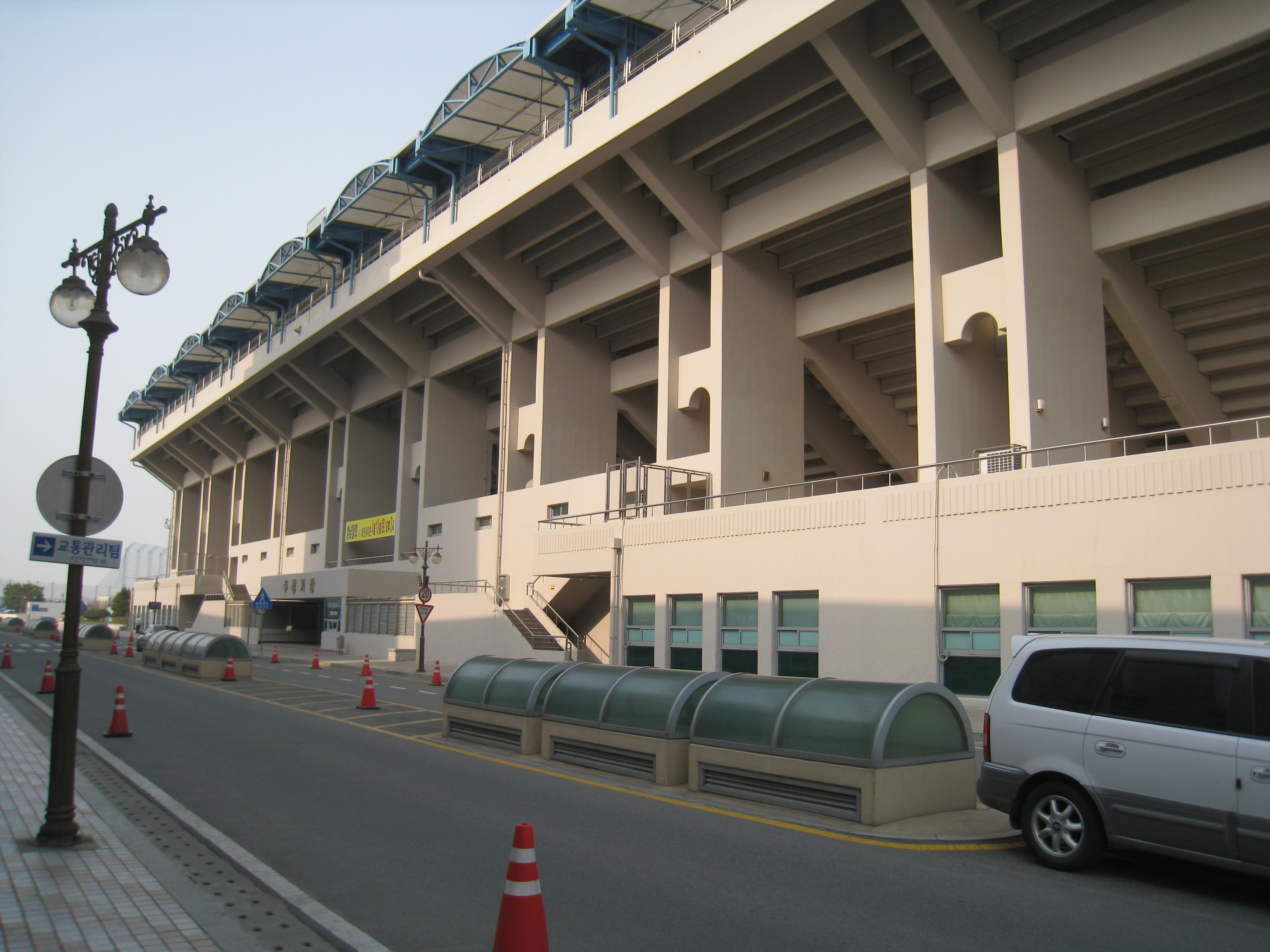
Спортивный комплекс Тханчхон

- Буддийский храм Понгукса, основанный в XI веке. В конце XIV века, а затем и в XVIII веке подвергался значительным перестройкам. Сейчас представляет собой памятник архитектуры поздней династии Чосон. К настоящему времени в комплексе сохранилось 3 храмовых здания и 3 вспомогательных здания.[5]
- Крепость Намхансансон (также в Кванджу и Ханаме) со множеством древних могил, монастырей и других сооружений периода Трёх корейских государств. Разделена на внутреннюю и внешнюю крепости. Внутренняя крепость окружена стеной высотой до 7,5 метров и длиной в 9 километров. Сейчас здесь находится музей под открытым небом.[6]

## Известные уроженцы и жители
- Син Мина — южнокорейская актриса

## Города-побратимы
Внутри страны
- Асан, провинция Чхунчхон-Намдо — с 2007[7]
- Хончхон, провинция Канвондо — с 1998[8]
- Капхён, провинция Кёнгидо — с 2003[9]
- Самчхок, провинция Канвондо — с 2007[10]
- Масан, провинция Кёнсан-Намдо — с 2008[11]
- Мокпхо, провинция Чолла-Намдо — с 2009[12]

За рубежом
- Пирасикаба, штат Сан-Паулу, Бразилия — с 1986[13]
- Орора, штат Колорадо, США — с 1992[14]
- Шэньян, провинция Ляонин, Китай — с 1998[15]
- Наманган, Наманганская область, Узбекистан - с 2009 года

## Символы
Как и остальные города и уезды в Южной Корее, Соннам имеет ряд символов:
- Дерево: гингко — символизирует долголетие.
- Цветок: азалия — символизирует чувство собственного достоинства и благородство.
- Птица: сорока — считается, что сорока приносит хорошие вести, поэтому она является символом перемен к лучшему.
- Маскот: брат и сестра Сэронги и Сэнами.